# Papiamenta levii
Papiamenta levii är en spindelart som först beskrevs av Willis J. Gertsch 1982.  Papiamenta levii ingår i släktet Papiamenta och familjen dallerspindlar.
Artens utbredningsområde är Curaçao. Inga underarter finns listade i Catalogue of Life.